# Ялланн, Йорген
Йорген Гу́ннар Я́лланн (норв. Jørgen Gunnar Jalland; род. 9 сентября 1977, Хортен, Эстланд) — норвежский футболист, ныне бизнесмен и тренер. Выступал на позиции полузащитника. Известен по выступлениям за «Саннефьорд», «Волеренгу» и «Рубин».

## Карьера
Карьеру начал в 1994 году в клубе «Эрн-Хортен» из родного города, за который выступал до 2001 года. Два следующих года выступал за клуб «Саннефьорд», в 2003 перешёл в «Волеренгу». В январе 2005 года подписал контракт с российским клубом «Рубин» Казань, в составе которого провёл 30 матчей, забил 3 гола в чемпионате России. В феврале 2007 вернулся в «Волеренгу». C 2010 года выступал за свой первый клуб «Эрн-Хортен».
В 2014 году заявил, что во время выступлений за «Рубин» ему приходилось играть в договорных матчах. В то же время аналогичное заявление сделал выступавший за «Зенит» норвежец Эрик Хаген.